# Il faraone (Bolesław Prus)
Il faraone (Faraon) è un romanzo storico di Bolesław Prus, pubblicato a episodi sul Tygodnik Ilustrowany dal 1885 al 1986 e poi riedito in tre volumi nel 1887.
Il libro è l'unico romanzo storico di Prus che, in quanto autore positivista, aveva precedentemente espresso delle perplessità su questo genere letterario, che criticava per il modo in cui tende a distorcere la storia. Tradotto in oltre una ventina di lingue, il romanzo è considerato il capolavoro di Prus ed è stato adattato anche in un film omonimo, diretto da Jerzy Kawalerowicz e candidato all'Oscar al miglior film in lingua straniera nel 1967. È noto anche per essere stato il romanzo preferito di Iosif Stalin. Dal maggio 2024 una copia del libro è in esposizione al Palazzo della Repubblica di Varsavia.

## Storia editoriale
Prus scrisse il romanzo tra il 1884 e il 1885 dopo lunghe ricerche sulla storia dell'Antico Egitto, che lo videro studiare opere di Ignacy Żagiell, Georg Ebers e Gaston Maspero. Al momento della pubblicazione del primo capitolo sulle pagine di Tygodnik Ilustrowany, il romanzo era già stato scritto nella sua interezza. Nel 1897 il romanzo intero fu pubblicato in tre volumi, anche se edizioni successive avrebbero riedito il libro in due volumi o in un singolo volume. Nel 2014 una nuova edizione polacca del libro era corredata da note storiografiche curate da Andrzej Niwiński, egittologo dell'Università di Varsavia.

## Trama
Negli ultimi anni del Nuovo Regno, l'Egitto deve affrontare molteplici difficoltà: la crescente desertificazione minaccia i terreni coltivabili rimasti, la popolazione è calata da otto a sei milioni, la grande quantità di immigrati mina l'unità culturale degli oriundi, i prodotti acquistati dai fenici mettono in crisi le imprese locali, la classe sacerdotale si arricchita oltre misura e il crescente potere dell'Assiria e della Persia si è trasformata in una minaccia militare. 
Il ventiduenne Ramses, erede al trono e viceré, ha studiato a fondo le difficoltà del suo Paese e ha sviluppato una strategia per arrestare il declino politico della nazione: grazie al supporto dei sacerdoti, conta di mettere le mani sul tesoro nascosto nel labirinto di Meride e dichiarare guerra agli assiri. Dopo aver ottenuto una schiacciante vittoria nella guerra lampo contro i libici, Ramses succede al trono, ma l'opposizione dei sacerdoti (e, in particolare, di Herhor, sommo sacerdote di Amon) ostacola i suoi progetti e le sue riforme.

## Edizioni
- Il faraone, traduzione di Nictopolion Maffezzoli, Milano, Genio, 1934.